# Fetischism (religion)

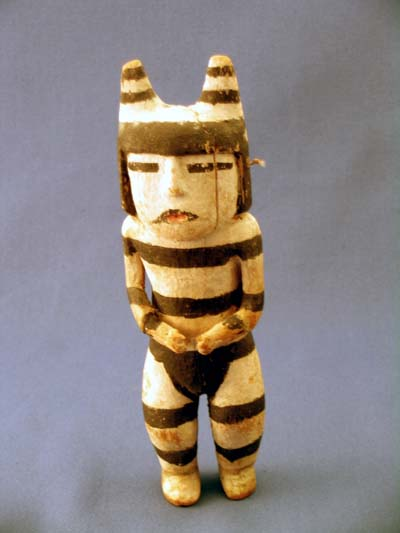
Fetisch: Kachinadocka från Puebloindianerna i Koshareregionen i sydvästra Nordamerika, 1800-tal.

Religiös fetischism är en dyrkan av feticher, kultföremål. Ordet fetisch kommer från portugisiska feitiço ’amulett’ och kom att användas av portugisiska handelsmän om föremål de såg hos folk på Västafrikas kust på 1500-talet. Där använde människorna olika tillverkade (latin: factitius) kultföremål - ofta i form av knyten eller skulpturer - för religionsutövning och magi. Inom religionsantropologin kom begreppet fetischism att användas om väst- och centralafrikansk religion, och senare om liknande företeelser över hela världen.